# Gullsjön, Blekinge
Gullsjön är en sjö i Karlshamns kommun i Blekinge och ingår i Bräkneån-Mieåns kustområde. Sjön har en area på 0,1 kvadratkilometer och ligger 58,2 meter över havet. Gullsjön ligger i Tattamåla Natura 2000-område.

## Delavrinningsområde
Gullsjön ingår i det delavrinningsområde (623692-144930) som SMHI kallar för Inloppet i Norra Öllesjön. Medelhöjden är 60 meter över havet och ytan är 32,62 kvadratkilometer. Räknas de 7 avrinningsområdena uppströms in blir den ackumulerade arean 90,33 kvadratkilometer. Klockarebäcken (Tattån) som avvattnar avrinningsområdet har biflödesordning 2, vilket innebär att vattnet flödar genom totalt 2 vattendrag innan det når havet efter 12 kilometer. Avrinningsområdet består mestadels av skog (81 procent). Avrinningsområdet har 2,45 kvadratkilometer vattenytor vilket ger det en sjöprocent på 7,5 procent.